# Niklas Niehoff
Niklas Niehoff (* 20. August 2004 in Wietmarschen) ist ein deutscher Fußballspieler.

## Werdegang
Der Stürmer begann seine Karriere beim Amateurverein SV Wietmarschen im Landkreis Grafschaft Bentheim. Im Jahre 2016 wechselte er zu Vorwärts Nordhorn, bevor er zwei Jahre später zum beim SV Meppen angesiedelten Jugendleistungszentrum Emsland weiterging. Von dort wechselte Niehoff im Sommer 2020 in die Nachwuchsabteilung von Holstein Kiel und spielte in der B-Junioren- und A-Junioren-Bundesliga. Noch als Jugendlicher debütierte Niehoff während der Saison 2021/22 in Holsteins zweiter Mannschaft in der viertklassigen Regionalliga Nord, bevor er im Sommer 2022 ganz aufrückte.
Zwischen 2021 und 2024 absolvierte Niehoff 60 Regionalligaspiele, in denen er 17 Tore erzielte. Am 11. Februar 2024 gab er sein Profidebüt in der 2. Bundesliga, als er beim 1:0-Sieg gegen den FC Schalke 04 kurz vor Abpfiff für Joshua Mees einwechselt wurde. Insgesamt wurde Niehoff viermal für Holstein Kiel in der 2. Bundesliga eingewechselt. Für die Saison 2024/25 wurde er an den Drittligisten VfL Osnabrück ausgeliehen.

## Erfolge
- Aufstieg in die Bundesliga: 2024